# Irmgard Flügge-Lotz
Irmgard Flügge-Lotz, née Lotz (16 juillet 1903 – 22 mai 1974) est une mathématicienne et ingénieure germano-américaine, pionnière de la théorie du contrôle automatique discontinu, qui a trouvé de nombreuses applications dans les systèmes de guidage, l'électronique, les systèmes de contrôle d'incendie et la régulation de la température. Elle est devenue en 1961 la première femme professeur d'ingénierie à l'université Stanford et en 1970 la première femme ingénieure élue membre de l'American Institute of Aeronautics and Astronautics.

## Biographie
Irmgard Lotz est née à Hamelin, Allemagne le 16 juillet 1903,. Dès son plus jeune âge, elle a été encouragée par sa mère à poursuivre des études techniques, visitant souvent des chantiers de construction avec son oncle. Après que son père, journaliste, ait été enrôlé pour le service militaire pendant la Première Guerre mondiale, la jeune Irmgard aide sa famille en devenant professeur de mathématiques tout en étudiant au lycée pour filles à Hanovre, dont elle sort diplômée  en 1923,. Elle entre alors à l'université Leibniz de Hanovre pour étudier les mathématiques et l'ingénierie. Plus tard, elle a expliqué pourquoi elle avait décidé d'entamer des études d’ingénieur :

« Je voulais une vie qui ne serait jamais ennuyeuse. Cela signifiait une vie dans laquelle de nouvelles choses se produiraient... Je voulais une carrière dans laquelle je serais toujours heureux même si je restais célibataire. »

À l'université, elle étudie les mathématiques appliquées et la dynamique des fluides, étant souvent la seule femme dans ses cours. En 1927, elle obtient son diplôme d'ingénieur. Elle reste à Hanovre pour débuter son doctorat sur la théorie mathématique des cylindres circulaires et de la conduction thermique, doctorat qu'elle obtient en 1929.

### Début de carrière en Allemagne
Irmgard Lotz rejoint alors en tant qu'ingénieur de recherche junior l'Aerodynamische Versuchsanstalt à Göttingen (AVA), l'une des institutions de recherche aéronautique les plus importantes d'Europe. Elle travaille en étroite collaboration avec Ludwig Prandtl et Albert Betz, deux des plus grands aérodynamiciens allemands de l'époque. Avant son arrivée à l'AVA, Prandtl avait travaillé sans succès sur la résolution d'une équation différentielle pour la théorie des lignes portantes afin de prédire la distribution de la portance sur une aile à partir de sa géométrie. Lotz a pu surmonter ses difficultés et résoudre l'équation, et a en outre développé une méthode relativement simple pour une utilisation pratique. Elle a publié en 1931 ce qui est aujourd'hui connu sous le nom de « méthode Lotz » pour calculer la portance d'une aile tridimensionnelle, et cette technique est devenue une technique standard utilisée au niveau international. À la suite de cet accomplissement, elle a été promue en 1938 chef du département d'aérodynamique théorique de l'AVA. Elle établit son propre programme de recherche et assistante d'autres groupes de recherche.
En 1932, elle rencontre Wilhelm Flügge, ingénieur civil à l'université de Göttingen et se marie avec lui en 1938. Wilhelm Flügge est qualifié de « politiquement peu fiable » et se voit vu refuser une promotion à Göttingen en raison de ses opinions anti-nazies. Wilhelm Flügge a rappelé plus tard que bien qu'il ait été refusé en raison de ses opinions politiques, son épouse était « dans l'impossibilité de se lancer dans une carrière universitaire, simplement parce qu'elle était une femme ».
L'influence croissante de la politique nazie sur le monde universitaire conduit à leur départ de l'AVA et ils rejoignent la Deutsche Versuchsanstalt für Luftfahrt (de) (DVL) à Berlin. Irmgard Flügge-Lotz (son nom d'épouse) y devient consultante en aérodynamique, et son mari responsable de la recherche sur les structures. Bien qu'interdits de postes universitaires en raison de la politique nazie, ils sont autorisés à poursuivre leurs activités de recherche sous la protection d'Hermann Göring, plus préoccupé par l'expertise technique que par la pureté idéologique. Au sein du DVL, Irmgard Flügge-Lotz commence ses travaux sur la théorie du contrôle et développe des travaux pionniers sur la théorie des systèmes de contrôle discontinus. Ces systèmes de contrôle, également connus sous le nom de systèmes « tout-ou-rien », n'ont que deux ou trois niveaux d'entrée. Ils sont simples à fabriquer et très fiables dans une application pratique. Elle s'intéresse principalement aux applications de ces systèmes pour le développement d'équipements de commande de vol automatique. Afin de pouvoir être les mettre œuvre de manière fiable, Irmgard Flügge-Lotz commence à développer la théorie décrivant leurs performances, mais les priorités de guerre limitent son temps pour des projets fortement théoriques, et elle se concentre alors principalement sur l'aérodynamique pendant cette période.

### Séjour en France
Alors que la Seconde Guerre mondiale progresse, Berlin est de plus en plus soumise aux bombardements des Alliés. Au printemps 1944, Irmgard Flügge-Lotz et son mari s'installent avec leurs équipes dans la petite ville de Saulgau, dans les collines du sud de l'Allemagne. Après la fin de la guerre, Saulgau se retrouve dans la zone française de l'Allemagne occupée par les Alliés. La France relance alors son activité de recherche aéronautique et embauche de nombreux scientifiques allemands. Ainsi, en 1947, Irmgard Flügge-Lotz et son mari s'installent avec plusieurs de leurs collègues à Paris et rejoignent l'Office national d'études et de recherches aérospatiales (ONERA). Irmgard Flügge-Lotz est chef d'un groupe de recherche en aérodynamique jusqu'en 1948 et a publie des articles sur la théorie du contrôle automatique et d'aérodynamique, dans lesquels elle discute des problèmes découlant de l'augmentation de la vitesse des avions.

### Professeur à Standford
Même si Irmgard Flügge-Lotz et son mari vivent bien à Paris, les postes qu'ils y occupent offrent des possibilités d'avancement limitées. Ils écrivent alors à Stephen Timoshenko de l'université Stanford pour lui demander de venir travailler aux États-Unis et en 1948. Tous deux ont reçoivent alors des offres pour y enseigner. Cependant, à l'époque, la politique universitaire de Standford stipule que mari et femme ne peuvent pas occuper un poste dans le même département. Malgré la réputation de Flügge-Lotz en matière de recherche, elle doit accepter le poste relativement mineur de « maître de conférences » alors que son mari est nommé professeur. Malgré cela, elle commence immédiatement à prendre des étudiants pour une thèse de doctorat en théorie aérodynamique et, au printemps 1949, enseigne son premier cours à Stanford sur la théorie de la couche limite.
En parallèle, Irmgard Flügge-Lotz mène des recherches sur les méthodes numériques pour résoudre les problèmes de couche limite en dynamique des fluides, apportant des contributions pionnières avec les méthodes des différences finies et l'utilisation d'ordinateurs. En 1951, elle organise un séminaire hebdomadaire sur la mécanique des fluides pour les étudiants diplômés de première année afin de fournir un forum de discussion sur les derniers développements théoriques.
Outre la mécanique des fluides, Irmgard Flügge-Lotz revient à ses travaux sur la théorie de la commande automatique initialement commencés au DVL. Elle a développe de nouveaux cours et commence à diriger des thèses d'étudiants sur le sujet. Elle publie en 1953 le premier livre sur le contrôle automatique discontinu.
Au milieu des années 1950, il devient évident qu'Irmgard Flügge-Lotz exerce toutes les fonctions d'un professeur, mais sans reconnaissance officielle. L'inéquité de son statut académique devient plus évidente lorsqu'elle est la seule femme déléguée des États-Unis au premier congrès de la Fédération internationale du contrôle automatique à Moscou. Elle est finalement nommée en 1961 professeur titulaire en mécanique de l'ingénierie ainsi qu'en aéronautique et astronautique.
La théorie du contrôle trouvent des applications en électronique, qui se développe alors rapidement, et elle a  commence à collaborer avec des professeurs et des étudiants du département de génie électrique. Au fil du temps, ses principaux efforts de recherche se sont orientés de plus en plus vers la théorie du contrôle et, en 1968, année de sa retraite, elle a publie son second livre, Discontinuous and Optimal Control.

### Ses dernières années
Irmgard Flügge-Lotz prend sa retraite en 1968 à l'âge de 65 ans, mais continue à mener des recherches sur les systèmes de contrôle pour satellite, le transfert de chaleur et la traînée des véhicules à grande vitesse. Au cours de sa vie, elle recevra de nombreuses distinctions pour son travail. En 1970, elle est élue membre de l'American Institute of Aeronautics and Astronautics (AIAA) et choisie pour donner la conférence von Kármán à l'AIAA en 1971. Elle en 1970 reçoit le Achievement Award de la Society of Women Engineers en 1970 et a reçoit en 1973 un doctorat honoris causa de l'université du Maryland. La citation pour son diplôme indique: 

« Le professeur Flügge-Lotz a joué un rôle central dans le développement de l'industrie aéronautique dans le monde occidental. Ses contributions s'étendent sur toute une vie au cours de laquelle elle démontre, dans un domaine dominé par les hommes, la valeur et la qualité de l'approche intuitive d'une femme dans la recherche et la découverte de solutions à des problèmes d'ingénierie complexes. Son travail manifeste un dévouement personnel inhabituel et une intelligence innée. »

Elle a également été membre senior de l'Institute of Electrical and Electronics Engineers (IEEE), membre de Sigma Xi et membre des conseils de plusieurs revues scientifiques. En l'honneur de ses contributions, le « Prix commémoratif Wilhelm Flügge et Irmgard Flügge-Lotz » a été créé par la Division de mécanique appliquée de l'université Stanford pour les étudiants diplômés exceptionnels. La santé de Flügge-Lotz se détériore après sa retraite et elle a souffre de douleurs de plus en plus intenses dues à l'arthrite. Le 22 mai 1974, Flügge-Lotz décède à l'hôpital de Stanford.

## Publications
- Die Erwärmung des Stempels beim Stauchvorgang, Dissertation TH Hannover 1929
- Berechnung der Auftriebsverteilung beliebig geformter Flügel, ZFM 1931.
- Discontinuous Automatic Control, Princeton University Press 1953[10]
- Discontinuous and Optimal Control, McGraw Hill 1968